# Route B2 (Namibie)
Pour les articles homonymes, voir Route B2.
 (juin 2025).
La mise en forme du texte ne suit pas les recommandations de Wikipédia : il faut le « wikifier ».
Les points d'amélioration suivants sont les cas les plus fréquents. Le détail des points à revoir est peut-être précisé sur la page de discussion.
- Les titres sont pré-formatés par le logiciel. Ils ne sont ni en capitales, ni en gras.
- Le texte ne doit pas être écrit en capitales (les noms de famille non plus), ni en gras, ni en italique, ni en « petit »…
- Le gras n'est utilisé que pour surligner le titre de l'article dans l'introduction, une seule fois.
- L'italique est rarement utilisé : mots en langue étrangère, titres d'œuvres, noms de bateaux, etc.
- Les citations ne sont pas en italique mais en corps de texte normal. Elles sont entourées par des guillemets français : « et ».
- Les listes à puces sont à éviter, des paragraphes rédigés étant largement préférés. Les tableaux sont à réserver à la présentation de données structurées (résultats, etc.).
- Les appels de note de bas de page (petits chiffres en exposant, introduits par l'outil «  Source ») sont à placer entre la fin de phrase et le point final[comme ça].
- Les liens internes (vers d'autres articles de Wikipédia) sont à choisir avec parcimonie. Créez des liens vers des articles approfondissant le sujet. Les termes génériques sans rapport avec le sujet sont à éviter, ainsi que les répétitions de liens vers un même terme.
- Les liens externes sont à placer uniquement dans une section « Liens externes », à la fin de l'article. Ces liens sont à choisir avec parcimonie suivant les règles définies. Si un lien sert de source à l'article, son insertion dans le texte est à faire par les notes de bas de page.
- La présentation des références doit suivre les conventions bibliographiques. Il est recommandé d'utiliser les modèles {{Ouvrage}}, {{Chapitre}}, {{Article}}, {{Lien web}} et/ou {{Bibliographie}}. Le mode d'édition visuel peut mettre en forme automatiquement les références.
- Insérer une infobox (cadre d'informations à droite) n'est pas obligatoire pour parachever la mise en page.

Pour une aide détaillée, merci de consulter Aide:Wikification.
Si vous pensez que ces points ont été résolus, vous pouvez retirer ce bandeau et améliorer la mise en forme d'un autre article.
La route nationale B2 est une route nationale en Namibie. Elle s'étend d'est en ouest entre le grand port maritime de Walvis Bay et l'intersection avec la route B1 à Okahandja.
Il est prévu de mettre en 2x2 voies la section entre Walvis Bay et Swakopmund d'ici fin 2025,. Il s'agit d'une des routes les plus accidentogènes de Namibie, et la route a fait à ce titre l'objet d'études spécifiques pour améliorer le marquage au sol pour en améliorer la sécurité. 

## Tracé
La route B2 débute à Walvis Bay, à l'intersection avec la route C14, et longe la côte Atlantique sur environ 35 kilomètres jusqu'à Swakopmund. Elle bifurque ensuite vers le nord-est puis l'est à travers l'intérieur du pays sur 291 kilomètres, pour se terminer à l'intersection avec la route nationale B1, près d'Okahandja. Elle traverse sur son parcours le parc national du Namib-Naukluft et le désert du Namib. Outre Walvis Bay et Swakopmund, les principales villes le long de la route sont Arandis, Usakos et Karibib.

L'intégralité du tracé de la B2 constitue la première section du Trans-Kalahari Corridor (en) et de la route de développement Walvis Bay-Ndola-Lubumbashi. 

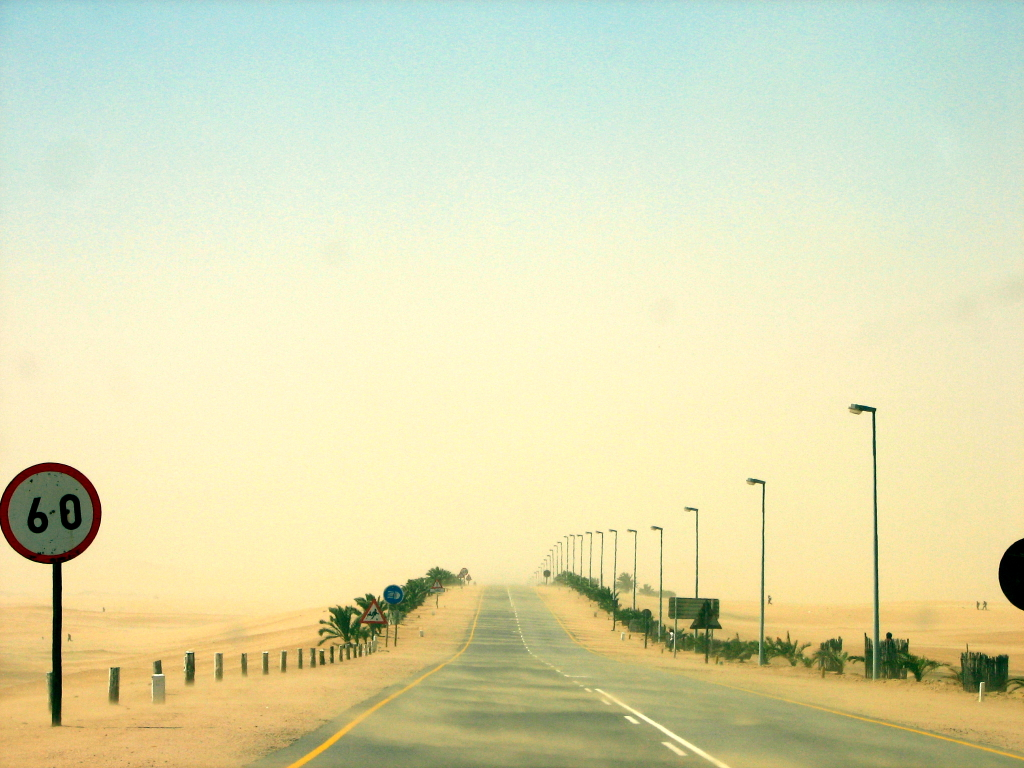
Une tempête de sable entre Walvis Bay et Swakopmund.
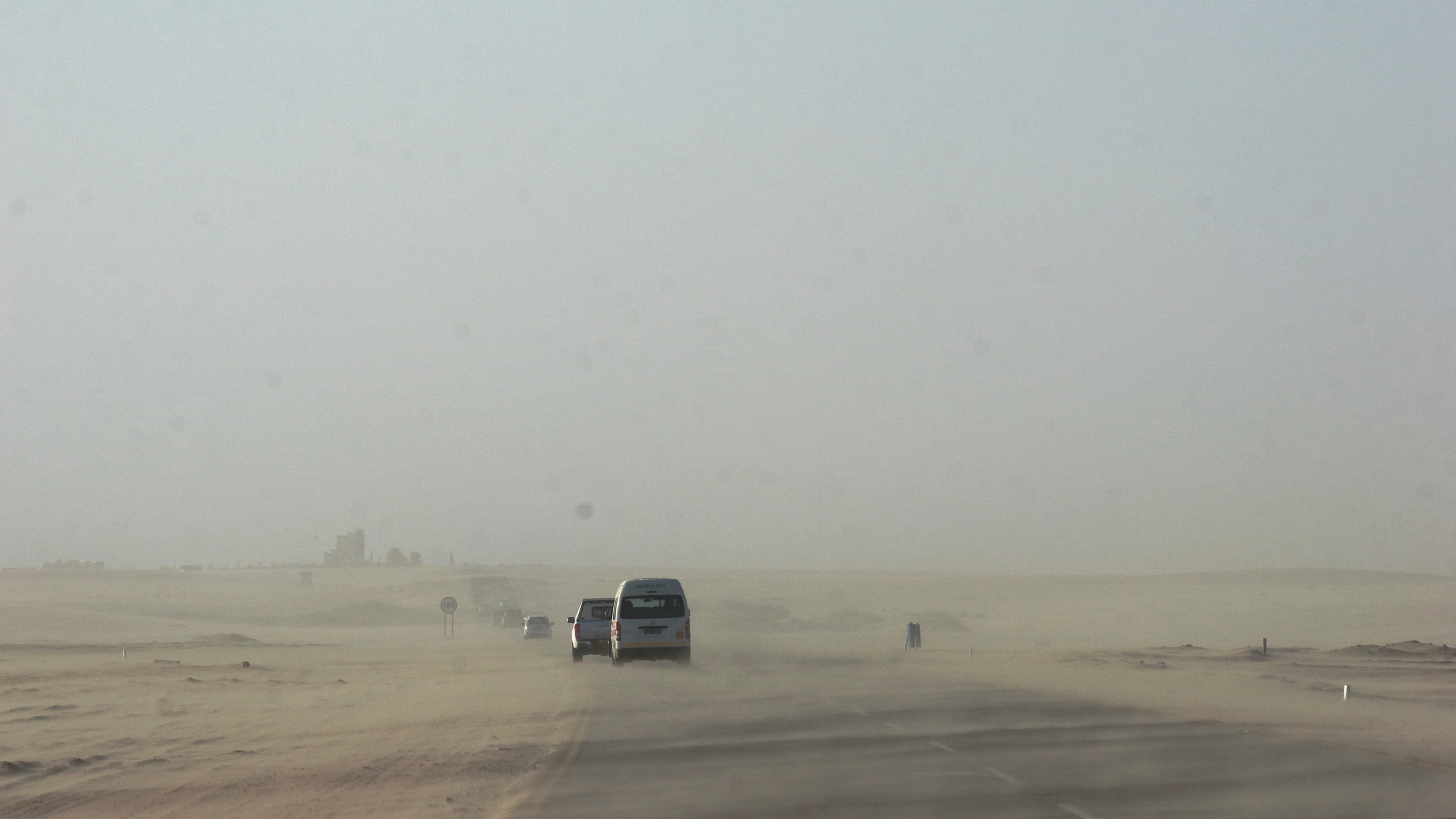
La B2 à travers le désert du Namib.
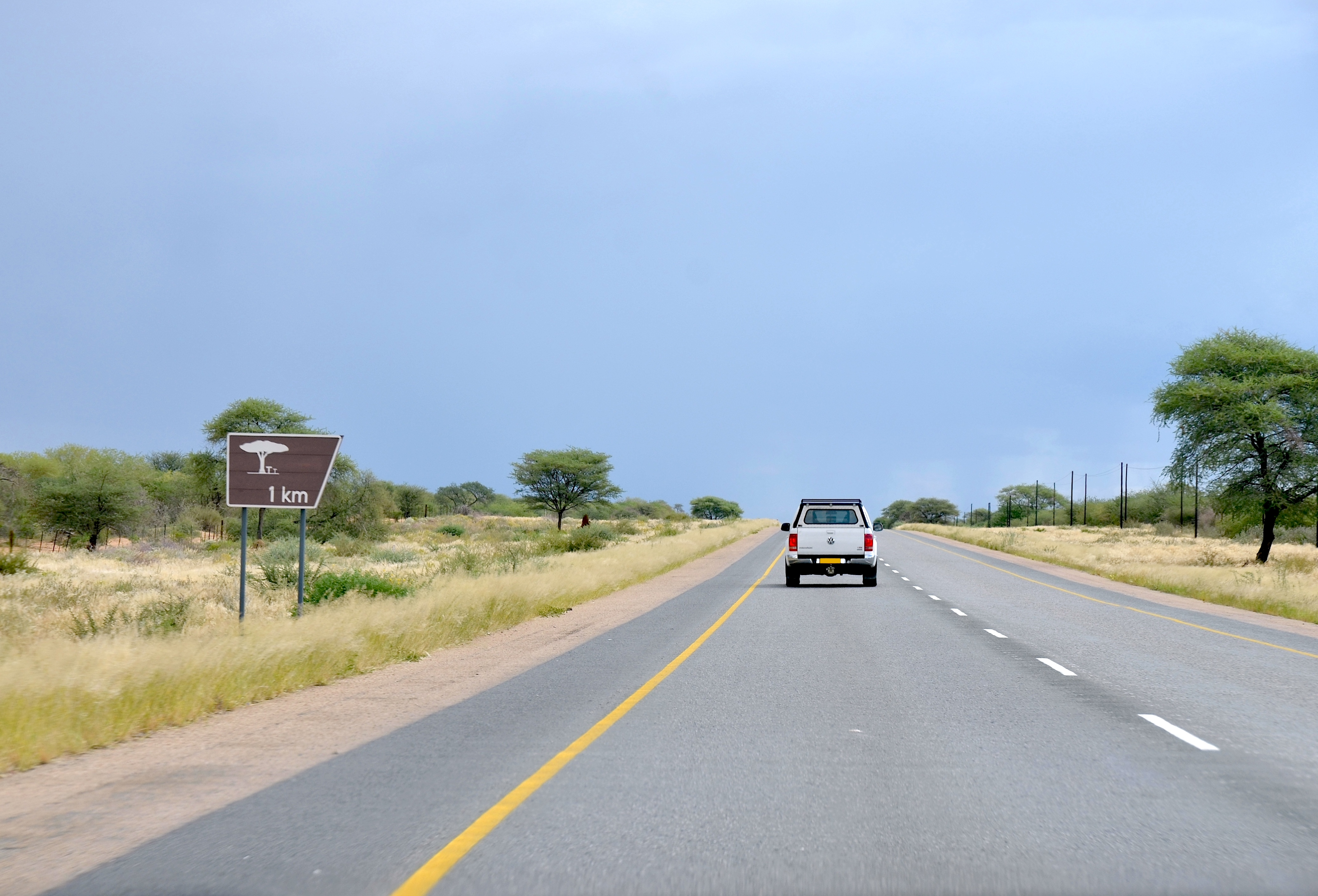
Signe annonçant un emplacement de pique-nique.
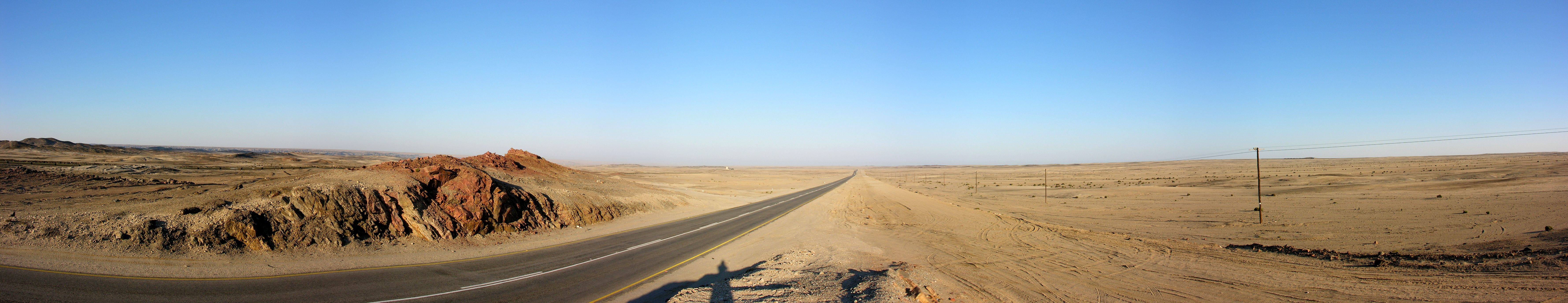
Panorama de la B2 vers Swakopmund.